# メリット・ギフィン
メリット・ヘイワード・ギフィン（Merritt Hayward Giffin、1887年8月20日 - 1911年7月11日）は、アメリカ合衆国の元陸上競技選手である。1908年に開催されたロンドンオリンピックの円盤投競技では、銀メダルを獲得した。

## 経歴
ロンドンオリンピックでの円盤投競技は、1908年7月16日に11の国から42人の選手が参加し、ホワイトシティ・スタジアムを会場として実施された。選手たちは、A組からF組までの6グループに分けられて決勝進出を目指した。ギフィンは予選で40メートル70センチメートルのオリンピック新記録を出して予選C組の1位となって同日の決勝に臨んだが、決勝では1904年セントルイスオリンピックと1906年アテネオリンピック の円盤投覇者であるマーチン・シェリダンがその記録を上回る40メートル89センチメートルの新記録を出してオリンピック3連覇を果たし、ギフィンは銀メダルを獲得することになった。
他の主要な競技会では、1910年のAAU選手権で優勝した経験がある。しかし、ロンドンオリンピックのわずか3年後、1911年7月1日にイリノイ州ジョリエットで死去している。